# Koleśnica (województwo pomorskie)
Koleśnica (kaszb. Kôlëszcznica, niem. Koloschnitz) – zniesiona osada w Polsce położona w województwie pomorskim, w powiecie słupskim, w gminie Główczyce.

## Nazwa
Nazwa miejscowości, wzmiankowana po raz pierwszy w 1789 w formie Kolischnitz, ma pochodzenie słowiańskie i charakter topograficzny. Powstała przez dodanie do pomorskiego kontynuantu psł. nazwy pospolitej *kališče „błoto na drodze, rozmokła droga” formantu -nica. Niemiecka nazwa Koloschnitz jest adaptacją fonetyczną pierwotnej nazwy słowiańskiej. Polska nazwa Koleśnica w miejsce oczekiwanej *Kaliszcznica jest wynikiem błędnej resubstytucji nazwy niemieckiej. W latach 1937–1945 miejscowość nosiła nazwę Riesenhof – jest to tzw. chrzest nazewniczy o charakterze kulturowym, złożony z dwóch członów-nazw pospolitych: Riese „olbrzym” i Hof „zagroda, folwark”.
Rada Języka Kaszubskiego proponuje kaszubską formę nazwy Kòlesnica.

## Historia
W latach 1975–1998 miejscowość administracyjnie należała do województwa słupskiego.
Nazwa miejscowości została zniesiona w 2022 r.